# Sezamol
Sezamol (systematický název 3,4-methylendioxyfenol, sumární vzorec C7H6O3) je přírodní organická sloučenina, obsažená v sezamovém oleji. Jedná se o bílou krystalickou látku, patřící do skupiny fenolů. Sezamol je špatně rozpustný ve vodě, avšak snadno mísitelný s většinou olejů. Lze ho získávat organickou syntézou z heliotropinu z přírodních zdrojů.
U sezamolu byly zjištěny antioxidační účinky, které mohou chránit oleje před zkažením a živé organismy před účinkem volných radikálů. Má též protihoubové účinky.
Používá se jako chemická surovina při průmyslové syntéze léčiva paroxetinu (Paxil).
Sezamový olej se využívá v ájurvédské medicíně.